# Таскешу
Таскешу́ (каз. Таскешу) — село у складі Сайрамського району Туркестанської області Казахстану. Входить до складу Кайнарбулацького сільського округу.
До 2000 року село називалось Карла Маркса,.
Населення — 878 осіб (2021; 1067 у 2009, 977 у 1999, 506 у 1989).
26 березня 2015 року до села було приєднано територію площею 1,87 км².